# NGC 3821
NGC 3821 ist eine Balken-Spiralgalaxie vom Hubble-Typ SBab im Sternbild Löwe an der Ekliptik. Sie ist schätzungsweise 255 Millionen Lichtjahre von der Milchstraße entfernt.
Das Objekt wurde am 26. April 1785 von dem deutsch-britischen Astronomen Wilhelm Herschel entdeckt.